# Roberto Eslava
Roberto Eslava Suárez (Telde, provincia de Las Palmas, 22 de enero de 1988), más conocido como Roberto Eslava, es un futbolista español que juega en la posición de defensa central y actualmente juega en CD Izarra tras dejar el Chennai City de la I-League.

## Trayectoria
Nacido en Telde, Eslava hizo su debut en la temporada 2007-08 con la Unión Deportiva Telde en Tercera División. Pasó las siguientes dos temporadas con la UD Las Palmas Atlético y Universidad de Las Palmas CF en la Segunda División B, antes de regresar a Tercera División en 2011 con el CD Marino.
En 2012, Eslava se unió al Atlético Granadilla de Tercera División. Aunque su equipo logró llegar a los play-offs de promoción, fue eliminado después de perder ante Gimnástica Segoviana. Después de una temporada con el Marino, firmó con la UD San Fernando el 25 de julio de 2015. 
El 2 de octubre de 2017, firmaría por el Unionistas de Salamanca CF siendo la primera vez que salía de las islas. Jugó regularmente para el equipo, y su equipo obtuvo la promoción a Segunda B.
En verano de 2018, Roberto confirmó que no seguiría en Unionistas de Salamanca Club de Fútbol tras ser titular indiscutible en la zaga del conjunto salmantino, después de aceptar una propuesta desde el fútbol profesional de la India, para jugar en las filas del Chennai City de la I-League. En las filas del Chennai City durante la temporada 2018-19, se proclamaría campeón de la I-League siendo uno de los jugadores más importantes del equipo junto a sus compatriotas canarios Néstor Gordillo, Nauzet Santana, Sandro Rodríguez y Pedro Manzi.
El 18 de junio de 2019, el central canario renovó su contrato con el Chennai City hasta junio de 2021.
Durante la temporada 2019-20 se convertiría en capitán del conjunto indio, anotando goles importantes para su equipo.
El 23 de abril de 2020, decidió rescindir su contrato con el Chennai City pese a tener contrato hasta 2022.
El 6 de julio de 2020 se hace oficial su fichaje por el CD Izarra, equipo de la zona baja de Segunda B que en la temporada 2020-21 seguirá en la categoría de bronce a pesar de estar en puestos de descenso gracias a la decisión de suprimir los descensos tras este fin de temporada suspendido debido al COVID-19.

## Clubes
| Club                                                     | País   | Año             |
| -------------------------------------------------------- | ------ | --------------- |
| Unión Deportiva Telde                                    | España | 2007-2008       |
| Unión Deportiva Las Palmas Atlético                      | España | 2018-2010       |
| Universidad de Las Palmas de Gran Canaria Club de Fútbol | España | 2010-2011       |
| Club Deportivo Marino                                    | España | 2011-2012       |
| Club Deportivo Atlético Granadilla                       | España | 2012-2013       |
| Club Deportivo Marino                                    | España | 2013-2015       |
| Unión Deportiva San Fernando                             | España | 2015-2017       |
| Unionistas de Salamanca Club de Fútbol                   | España | 2017-2018       |
| Chennai City                                             | India  | 2018-2020       |
| Club Deportivo Izarra                                    | España | 2020-actualidad |

## Palmarés

### Campeonatos nacionales
| Título   | Club         | País  | Año  |
| -------- | ------------ | ----- | ---- |
| I-League | Chennai City | India | 2019 |